# Pedro Alonso Niño
Pedro Alonso Niño (ur. 1468, zm. 1505) – hiszpański podróżnik sternik w pierwszej i dowódca w drugiej wyprawie Krzysztofa Kolumba.
Pedro Alonso Niño był synem armatora okrętu Nina, którego był sternikiem w I wyprawie Kolumba w latach 1492 - 1493. W drugiej wyprawie uczestniczył już jako kapitan Niñy. W 1499 roku Pedro Alonso wyruszył wraz z Cristobalem Guerrą, w nową wyprawę trasą III wyprawy Kolumba z 1498 roku. Za sprawą bankiera z Sewilli Luisa Guera, który sfinansował wyprawę, z 31 osobową załogą na 50 tonowej karaweli, Niño wyruszył w stronę Wybrzeża Perłowego. Dotarłszy do półwyspu Paraia, skąd zabrali ładunek drewna kempeszowego. Na wyspie Margarita i na Wybrzeżu Perłowym kupili od Indian 75 funtów pereł. W roku 1500 wyprawa powróciła do Santo Domingo i za sprawą  zebranych pereł wznieciła ogromne zainteresowanie. 8 kwietnia 1500 załoga zawitała do Galicji.